# Pavillon de Bourbon-Penthièvre
Le pavilon Penthièvre ou officiellement, l'Hôtel Penthièvre et quelquefois pavillon de Bourbon-Penthièvre, est un hôtel particulier du XVIIIe siècle situé au pied du port à Vernon dans l’Eure en Normandie en France.

## Son histoire

### AuXVIIIesiècle
Il se situe sur les bords de Seine, près de l'ancienne porte de l'Eau. Il a appartenu au seigneur de Vernon et châtelain de Bizy au milieu du XVIIIe siècle, le duc de Bourbon Penthièvre. 
L’hôtel particulier de Bourbon Pentièvre est un monument abondamment documenté par l’historien de Vernon Edmond Meyer.

### AuXXIesiècle
C'est actuellement une propriété privée.

## Son architecture

### Son environnement urbain
Le pavillon est encadré par le pignon d'une ancienne auberge style néoclassique et par les restes de l'ancienne porte de l'eau. Il présente des éléments composite à l'image d'un bas-relief, reste d'une maison détruite par les bombardements alliés, quia été intégré dans l'un des murs. Ce bas-relief tout comme le pavillon sont classés d'intérêt historique dans la base de données des monument de France.

### Représentation dans les arts
Le pavillon figure sur deux tableaux peints par Claude Monet.